# Сюрек (деревня)
Сюрек — деревня в Сюмсинском районе Удмуртской республики.

## География
Находится в западной части Удмуртии на расстоянии приблизительно 22 км на юг-юго-запад по прямой от районного центра села Сюмси на берегу реки Вала.

## История
Известна с 1873 года как починок Серек (Красный Яр или Вотский) с 7 дворами, 15 дворов в 1893, 18 в 1905, 31 в 1926. До 2021 года входила в состав Муки-Каксинского сельского поселения. Ныне имеет дачный характер.

## Население
Постоянное население составляло: 58 человек (1873), 100(1893), в том числе русские 31 %, удмурты 69 %, 120 (1905), 157(1926), в том числе удмурты 123, 7 в 2002 году (удмурты 43 %, русские 57 %), 0 в 2012.